# Musculus temporoparietalis
Der Musculus temporoparietalis („Schläfen-Scheitelmuskel“) ist ein zarter Hautmuskel des Kopfes und gehört zu den Muskeln des hinteren Kopfbereiches (Musculi epicranii). Er entspringt im Schläfenbereich oberhalb des Musculus auricularis superior aus der Faszie des Musculus temporalis und zieht nach oben in Richtung Scheitel, wo er sich in der Kopfschwarte (Galea aponeurotica) verankert.